# Panicum notatum
Panicum notatum är en gräsart som beskrevs av Anders Jahan Retzius. Panicum notatum ingår i släktet vipphirser, och familjen gräs. Inga underarter finns listade i Catalogue of Life.